# 波格丹納鄉 (瓦斯盧伊縣)
46°32′N 27°37′E / 46.533°N 27.617°E
波格丹納鄉是羅馬尼亞的鄉份，位於該國東北部，由瓦斯盧伊縣負責管轄，面積50平方公里，海拔高度231米，2007年人口1,818，人口密度每平方公里37人。